# Famicom Grand Prix: F1 Race
Famicom Grand Prix: F1 Race est un jeu vidéo de course sorti en 1987 sur Famicom Disk System. Le jeu a été développé et édité par Nintendo.